# Eleições estaduais no Rio de Janeiro em 2010
As eleições estaduais no Rio de Janeiro em 2010 ocorreram em 3 de outubro como parte das eleições gerais no Distrito Federal e em 26 estados. Foram eleitos o governador, o vice-governador, dois senadores, quarenta e seis deputados federais e 70 estaduais. O pleito ao governo estadual terminou em primeiro turno e, conforme a Constituição, a posse do governador e do vice-governador se daria em 1º de janeiro de 2011 para quatro anos de mandato. 
O governador Sérgio Cabral conseguiu sua reeleição e tornou-se o primeiro Governador do Rio de Janeiro a servir um mandato de mais de 4 anos contínuos desde Amaral Peixoto, em 1945. Com 7.895.935 votos válidos no total, Cabral conquistou 66,08% destes, conquistando a eleição diretamente no primeiro turno, deixando uma larga vantagem sobre seus adversários: Fernando Gabeira conseguiu 20,68% dos votos e Fernando Peregrino conseguiu 10,81%, enquanto os outros candidatos, somados, conquistaram 2,43% dos votos. A grande quantidade de votos de governador é creditada ao seu programa de governo que melhorava prioritariamente a segurança pública, com o sistema das Unidades de Polícia Pacificadoras (UPP) nas principais favelas do estado.

## Eleição para o governo estadual

### Definição de candidatos
- O Partido Verde (PV) lançou oficialmente a candidatura do deputado Fernando Gabeira após sua alavancada ao segundo turno na eleição municipal do Rio de Janeiro (2008), quando conquistou 49,17% dos votos contra 50,83% do prefeito eleito Eduardo Paes.[2]
- O Partido do Movimento Democrático Brasileiro (PMDB) lançou Sérgio Cabral Filho como candidato a reeleição, aproveitando o apoio do então Presidente Luiz Inácio Lula da Silva, que tinha uma grande aceitação por parte do povo brasileiro, devido à coligação em que o PT apoiava os peemedebistas.[3]
- O Partido da República (PR) demorou a decidir o candidato que, segundo o partido, haveria grande possibilidade da candidatura do ex-governador Antony Garotinho. Entretanto, o professor Fernando Peregrino foi lançado candidato.[4]
- O Partido Socialismo e Liberdade (PSOL) lançou oficialmente Jefferson Moura como candidato.[5]
- O Partido Socialista dos Trabalhadores Unificado (PSTU) oficializou a candidatura de Cyro Garcia ao governo estadual.[6]
- O Partido Comunista Brasileiro (PCB) lançou Eduardo Serra, ex-candidato à prefeitura em 2008, como candidato.[7]

### Resultado
| Candidatos a governador do estado | Candidatos a vice-governador | Número | Coligação                                                                                           | Votação   | Percentual |
| --------------------------------- | ---------------------------- | ------ | --------------------------------------------------------------------------------------------------- | --------- | ---------- |
| Sérgio Cabral PMDB                | Luiz Fernando Pezão PMDB     | 15     | Juntos pelo Rio (PP, PDT, PT, PTB, PMDB, PSL, PTN, PSC, PSDC, PRTB, PHS, PMN, PTC, PSB, PRP, PCdoB) | 5.217.972 | 66,08%     |
| Fernando Gabeira PV               | Márcio Fortes PSDB           | 43     | Rio Esperança (PV, PSDB, DEM, PPS)                                                                  | 1.632.671 | 20,68%     |
| Fernando Peregrino PR             | David Cabral PR              | 22     | A Força do Povo (PR, PTdoB)                                                                         | 853.220   | 10,81%     |
| Jefferson Moura PSOL              | Flávio Serafini PSOL         | 50     | —                                                                                                   | 131.980   | 1,67%      |
| Cyro Garcia PSTU                  | Miguel Malheiros PSTU        | 16     | —                                                                                                   | 48.793    | 0,61%      |
| Eduardo Serra PCB                 | José André Dorta PCB         | 29     | —                                                                                                   | 11.299    | 0,14%      |

## Eleição para o Senado Federal
| Candidatos a senador da República | Número | Coligação                                                                                           | Votação   | Percentual |
| --------------------------------- | ------ | --------------------------------------------------------------------------------------------------- | --------- | ---------- |
| Lindbergh Farias PT               | 131    | Juntos pelo Rio (PP, PDT, PT, PTB, PMDB, PSL, PTN, PSC, PSDC, PRTB, PHS, PMN, PTC, PSB, PRP, PCdoB) | 4.213.749 | 28,65%     |
| Marcelo Crivella PRB              | 100    | —                                                                                                   | 3.332.886 | 22,66%     |
| Jorge Picciani PMDB               | 151    | Juntos pelo Rio (PP, PDT, PT, PTB, PMDB, PSL, PTN, PSC, PSDC, PRTB, PHS, PMN, PTC, PSB, PRP, PCdoB) | 3.048.034 | 20,73%     |
| Cesar Maia DEM                    | 251    | Rio Esperança (PV, PSDB, DEM, PPS)                                                                  | 1.627.050 | 11,06%     |
| Waguinho PTdoB                    | 707    | A Força do Povo (PR, PTdoB)                                                                         | 1.295.946 | 8,81%      |
| Milton Temer PSOL                 | 500    | —                                                                                                   | 536.147   | 3,65%      |
| Marcelo Cerqueira PPS             | 233    | —                                                                                                   | 391.352   | 2,66%      |
| Carlos Dias PTdoB                 | 700    | A Força do Povo (PR, PTdoB)                                                                         | 180.288   | 1,23%      |
| Heitor PSTU                       | 161    | —                                                                                                   | 33.624    | 0,23%      |
| Wladimir Mutt PCB                 | 211    | —                                                                                                   | 24.695    | 0,17%      |
| Claiton PSTU                      | 162    | —                                                                                                   | 23.146    | 0,16%      |

## Deputados federais eleitos
Pelo Rio de Janeiro foram eleitos quarenta e seis (46) deputados federais.

Representação eleita
  PR: 8
  PMDB: 8
  PT: 5
  PSB: 3
  PP: 3
  PDT: 3
  PSOL: 2
  DEM: 2
  PSC: 2
  PV: 2
  PSDB: 2
  PRB: 1
  PCdoB: 1
  PPS: 1
  PTB: 1
  PHS: 1
  PRTB: 1

Fonteː
| Candidato                       | Votos   | %     |
| ------------------------------- | ------- | ----- |
| Garotinho (PR)                  | 694.862 | 8,69% |
| Chico Alencar (PSOL)            | 240.724 | 3,01% |
| Leonardo Picciani (PMDB)        | 165.630 | 2,07% |
| Vitor Paulo (PRB)               | 157.580 | 1,97% |
| Eduardo Cunha (PMDB)            | 150.616 | 1,88% |
| Romário (PSB)                   | 146.859 | 1,84% |
| Jandira Feghali (PCdoB)         | 146.260 | 1,83% |
| Alexandre Cardoso (PSB)         | 142.714 | 1,78% |
| Washington Reis (PMDB)          | 138.811 | 1,74% |
| Alessandro Molon (PT)           | 129.515 | 1,62% |
| Jair Bolsonaro (PP)             | 120.646 | 1,51% |
| Pedro Paulo (PMDB)              | 105.406 | 1,32% |
| Arolde de Oliveira (DEM)        | 99.457  | 1,24% |
| Filipe de Almeida Pereira (PSC) | 98.280  | 1,23% |
| Hugo Leal (PSC)                 | 98.164  | 1,23% |
| Dr.Aluizio (PV)                 | 95.412  | 1,19% |
| Rodrigo Maia (DEM)              | 86.162  | 1,08% |
| Luiz Sérgio (PT)                | 85.660  | 1,07% |
| Júlio Lopes (PP)                | 85.358  | 1,07% |
| Otávio Leite (PSDB)             | 84.452  | 1,06% |
| Stepan Nercessian (PPS)         | 84.006  | 1,05% |
| Andréia Zito (PSDB)             | 82.832  | 1,04% |
| Marcelo Matos (PDT)             | 80.862  | 1,01% |
| Simão Sessim (PP)               | 77.800  | 0,97% |
| Rodrigo Bethlem (PMDB)          | 74.312  | 0,93% |
| Sirkis (PV)                     | 73.185  | 0,91% |
| Adrian (PMDB)                   | 72.824  | 0,91% |
| Alexandre Santos (PMDB)         | 72.822  | 0,91% |
| Ezequiel (PMDB)                 | 72.589  | 0,91% |
| Benedita (PT)                   | 71.036  | 0,89% |
| Sergio Zveiter (PDT)            | 65.826  | 0,82% |
| Miro Teixeira (PDT)             | 63.119  | 0,79% |
| Glauber Braga (PSB)             | 57.549  | 0,72% |
| Francisco Floriano (PR)         | 57.018  | 0,71% |
| Edson Santos (PT)               | 52.123  | 0,65% |
| Bittar (PT)                     | 51.933  | 0,65% |
| Walney Rocha (PTB)              | 51.203  | 0,64% |
| Dr.Adilson Soares (PR)          | 51.011  | 0,64% |
| Zoinho (PR)                     | 44.355  | 0,55% |
| Felipe Bornier (PHS)            | 44.236  | 0,55% |
| Neilton Mulim (PR)              | 41.480  | 0,52% |
| Dr. Paulo Cesar (PR)            | 33.856  | 0,42% |
| Liliam Sá (PR)                  | 29.248  | 0.37% |
| Áureo (PRTB)                    | 29.009  | 0,36% |
| Paulo Feijó (PR)                | 22.619  | 0,28% |
| Jean Wyllys (PSOL)              | 13.018  | 0,16% |

## Deputados estaduais eleitos
No Rio de Janeiro foram eleitos setenta (70) deputados estaduais.
| Candidato                           | Votos   | %     |
| ----------------------------------- | ------- | ----- |
| Wagner Montes (PDT)                 | 528.628 | 6,38% |
| Marcelo Freixo (PSOL)               | 177.253 | 2,14% |
| Samuel Malafaia (PR)                | 134.515 | 1,62% |
| Paulo Melo (PMDB)                   | 121.684 | 1,47% |
| Clarissa Garotinho (PR)             | 118.863 | 1,43% |
| Alexandre Correa (PRB)              | 112.676 | 1,36% |
| Pedro Augusto (PMDB)                | 111.407 | 1,34% |
| Rafael Picciani (PMDB)              | 96.034  | 1,16% |
| Domingos Brazão (PMDB)              | 91.774  | 1,11% |
| Cidinha Campos (PDT)                | 89.553  | 1,08% |
| Carlos Minc (PT)                    | 87.210  | 1,05% |
| Edson Albertassi (PMDB)             | 83.254  | 1,00% |
| Edino Fonseca (PR)                  | 77.061  | 0,93% |
| Dionísio Lins (PP)                  | 75.707  | 0,91% |
| Christino Áureo (PMN)               | 74.336  | 0,90% |
| Pedro Fernandes (PMDB)              | 69.571  | 0,84% |
| Lúcia Helena de Amaral Pinto (PSDB) | 67.035  | 0,81% |
| Andreia do Charlinho (PDT)          | 62.599  | 0,76% |
| Sabino (PSC)                        | 62.522  | 0,75% |
| Graça (PMDB)                        | 61.294  | 0,74% |
| Dica (PMDB)                         | 59.220  | 0,71% |
| Flávio Bolsonaro (PP)               | 58.322  | 0,70% |
| Rafael do Gordo (PSB)               | 55.831  | 0,67% |
| André Corrêa (PPS)                  | 55.484  | 0,67% |
| Marcio Panisset (PDT)               | 55.027  | 0,66% |
| Marcos Abrahão (PTdoB)              | 52.525  | 0,63% |
| Marcos Soares (PDT)                 | 52.099  | 0,63% |
| André Lazaroni (PMDB)               | 49.839  | 0,60% |
| Fábio Silva (PR)                    | 47.939  | 0,58% |
| Comte Bitencourt (PPS)              | 45.541  | 0,55% |
| Marcelo Simão (PSB)                 | 45.046  | 0,54% |
| Alessandro Calazans (PMN)           | 44.549  | 0,54% |
| Miguel Jeovani (PR)                 | 44.135  | 0,53% |
| Gustavo Tutuca (PSB)                | 44.015  | 0,53% |
| Bernardo Rossi (PMDB)               | 43.607  | 0,53% |
| Rogério Cabral (PSB)                | 43.215  | 0,52% |
| Iranildo Campos (PR)                | 42.398  | 0,51% |
| Chiquinho da Mangueira (PMDB)       | 39.740  | 0,48% |
| Roberto Dinamite (PMDB)             | 39.730  | 0,48% |
| Marcio Pacheco (PSC)                | 39.537  | 0,48% |
| Paulo Ramos (PDT)                   | 39.023  | 0,47% |
| Rodrigo Neves (PT)                  | 38.856  | 0,47% |
| Coronel Jairo (PSC)                 | 38.791  | 0,47% |
| Graça Pereira (DEM)                 | 38.746  | 0,47% |
| Ricardo Abrão (PDT)                 | 37.742  | 0,46% |
| Gilberto Palmares (PT)              | 36.519  | 0,44% |
| Marcus Vinicius - Neskau (PTB)      | 35.508  | 0,43% |
| Altineu Cortes (PR)                 | 35.176  | 0,42% |
| Gérson Bergher (PSDB)               | 35.069  | 0,42% |
| Waguinho Sempre Juntos (PRTB)       | 34.820  | 0,42% |
| Aspásia Camargo (PV)                | 34.733  | 0,42% |
| Luiz Paulo (PSDB)                   | 34.502  | 0,42% |
| Claise Maria Zito (PSDB)            | 33.664  | 0,41% |
| João Peixoto (PSDC)                 | 33.203  | 0,40% |
| Felipe Peixoto (PDT)                | 32.855  | 0,40% |
| Samuquinha (PR)                     | 32.563  | 0,39% |
| Roberto Henriques (PR)              | 32.369  | 0,39% |
| Salomão (PT)                        | 31.249  | 0,38% |
| Zaqueu (PT)                         | 30.583  | 0,37% |
| José Luiz Nanci (PPS)               | 28.798  | 0,35% |
| Inês Pandeló (PT)                   | 28.798  | 0,35% |
| Bebeto (PDT)                        | 28.328  | 0,34% |
| Luiz Martins (PDT)                  | 26.002  | 0,31% |
| Myrian Rios (PDT)                   | 22.169  | 0,27% |
| Geraldo Moreira (PTN)               | 21.987  | 0,27% |
| Enfª Rejane (PCdoB)                 | 21.033  | 0,25% |
| Thiago Pampolha (PRP)               | 19.329  | 0,23% |
| Xandrinho (PV)                      | 16.151  | 0,19% |
| Rosangela Gomes (PRB)               | 10.586  | 0,13% |
| Janira Rocha (PSOL)                 | 6.442   | 0,08% |